# Lamaau
Lamaau is een bestuurslaag in het regentschap Lembata van de provincie Oost-Nusa Tenggara, Indonesië. Lamaau telt 323 inwoners (volkstelling 2010).